# Lymantria epelytes
Lymantria epelytes este o specie de molii din genul Lymantria, familia Lymantriidae, descrisă de Collenette 1936 Conform Catalogue of Life specia Lymantria epelytes nu are subspecii cunoscute.